# BIMARU
Pour les articles homonymes, voir Bimaru.

Carte des États dits BIMARU, figurés en orange. Les États parfois inclus sont figurés en teinte claire.

BIMARU (en hindi : बीमारू) est une abréviation qui désigne quatre des États indiens les plus pauvres : Bihar (BI), Madhya Pradesh (MA), Rajasthan (R), Uttar Pradesh (U). En hindi/ourdou, le mot à sonorité similaire बीमार (bīmār) ou بیمار signifie « malade ».
L'abréviation a été forgé au milieu des années 80 par l'économiste et démographe indien Ashish Bose, dans un rapport commandé par l'état central indien, sous la mandature de Rajiv Gandhi,. Ces États, qui concentrent plus de 40 % de la population de l'Union Indienne, connaissent une situation de forte croissance démographique, un développement économique lent, un revenu per capita bas et une incidence de la pauvreté importante. 
Les États dits BIMARU partagent également une forte tendance à des systèmes néo-patrimonialistes,.
L'abréviation a également été modifiée plus tardivement en BIMAROU, afin d'y adjoindre l'Orissa (O),,.
Ils peuvent être opposés à d'autres États prospères économiquement (tels que le Maharashtra, le Karnataka, le Tamil Nadu ou l'Haryana) ou ayant un indice de développement humain élevé (comme le Kérala, Goa, le Sikkim ou l'Himachal Pradesh).
Le qualificatif BIMARU est assez populaire dans la représentation géographique nationale des Indiens et dans la vie politique indienne. Il prend une connotation plutôt négative, insultante voire xénophobe selon ses détracteurs,. Il est également associé à d'autres représentations géographiques et sociologiques de la géographie indienne, tels que le Hindi Belt « Ceinture de l'hindi » ou le Cow Belt « Ceinture de la vache (sacrée) », qui recouvrent plus-ou-moins les mêmes territoires.